# Горња Мочила
Горња Мочила је насељено мјесто у општини Брод, Република Српска, БиХ. Према попису становништва из 2013. у насељу је живјело 222 становника.

## Историја
До 1990. године насеље је имало назив Мочила Горња.

## Становништво
Према попису становништва из 1991. године, мјесто је имало 717 становника.
| Демографија | Демографија | Демографија |
| Година      | Становника  | Становника  |
| ----------- | ----------- | ----------- |
| 1948.       | 539         |             |
| 1953.       | 566         |             |
| 1961.       | 647         |             |
| 1971.       | 656         |             |
| 1981.       | 672         |             |
| 1991.       | 717         |             |
| 2013.       | 222         |             |